# هجوم موناستير
هجوم موناستير هي عملية عسكرية من جانب الحلفاء ضد قوات قوى المركز خلال الحرب العالمية الأولى، وكان المقصود منها كسر الجمود على الجبهة المقدونية من خلال إجبار بلغاريا على الاستسلام، وتخفيف الضغط عن رومانيا. اتخذ الهجوم شكل معركة كبيرة واستمر ثلاثة أشهر وانتهى بالسيطرة على بلدة موناستير. في عمق متوسط بلغ 50 كيلومترًا، خاض الجيش البلغاري الأول (مع الجيش الحادي عشر الألماني منذ نهاية سبتمبر) معارك في ست مناسبات وأرغِم على التراجع خمس مرات.

## الخلفية
في أغسطس 1916 اختارت رومانيا الانضمام إلى المجهود الحربي إلى جانب الائتلاف وركزت معظم قواتها لغزو ترانسيلفانيا، وتركت جيشها الثالث لحراسة الحدود مع بلغاريا. لم تعد المقترحات الروسية والفرنسية بشأن هجوم مشترك بين الجيش الروماني وجيش سالونيك الحليف ضد بلغاريا واقعية. بيد أن الحلفاء بقوا يخططون لشن هجوم كبير على الجبهة المقدونية في منتصف أغسطس لدعم انضمام رومانيا إلى الحرب، ولإسقاط أكبر عدد ممكن من القوات البلغارية.
شكت القيادة البلغارية العليا في هجوم وشيك، ولم يؤكد القتال حول دويران الذي اندلع في 9 أغسطس سوى هذه الشكوك. ومن جانبهم تشجع البلغاريون على شن هجوم في مقدونيا منذ بداية العام وخططوا لضربة مع الجيش الأول والجيش الثاني على كلا الجانبين المتحالفين. أعطى الألمان أيضًا موافقتهم على الخطة إذ كان الجيش السابق جزءًا من مجموعة جيش ماكنسن.
في 17 أغسطس بدأت هجمات تشيغان وستروما. على الجانب الأيسر، لم يواجه الجيش البلغاري الثاني مقاومة تُذكر في طريقه واستولى على جميع الأراضي اليونانية حتى نهر ستروما. على الجانب الأيمن، استولى الجيش البلغاري الأول على ليرين واستمر في التقدم على الرغم من مقاومة الحلفاء المتشددة. سرعان ما توقف التقدم، وأبطِل الهجوم في 27 أغسطس وأمِرت القوات البلغارية بالحفر. لكن هذه الضربة الاستباقية أحبطت خطط الجنرال ساريل وأجبرته على تأجيل هجومه.
أصبحت الحاجة لهجوم الحلفاء ضد بلغاريا أكثر إلحاحًا في أوائل سبتمبر 1916، إذ حقق الجيش البلغاري الثالث بقيادة الجنرال ستيفان توشيف والمشير الميداني ماكنسن انتصارات حاسمة ضد الرومان والروس في معارك توتراكان ودوبريتش.

## القوى المعارضة
بحلول سبتمبر 1916، جمع الحلفاء قوة كبيرة من فرق المشاة مكونة من 6 صربية، 5 بريطانية، 4 فرنسية، وواحدة إيطالية، ولواء مشاة روسي واحد للعمليات على الجبهة المقدونية. بلغ عدد القوات لهذا الجيش بين 369,000 و400,000 رجل. بلغ عدد القوات التي نشِرت في المعركة 201 كتيبة مشاة مع 1025 قطعة مدفعية، و1300 رشاش.
تمكنت قوى المركز في البداية مقاومة هذه القوات مع الجيش الأول البلغاري والجيش الحادي عشر الألماني والجيش البلغاري الثاني في 172 كتيبة مشاة، ونحو 900 قطعة مدفعية. بالإضافة إلى ذلك، كان هناك أيضًا فرقة المشاة البلغارية العاشرة، والقوات التي تحمي ساحل بحر إيجة من نهر ستروما إلى الحدود وحتى الدولة العثمانية-25 كتيبة مشاة، و31 بطارية مدفعية، و24 رشاشًا.
خطط الجنرال ساريل لضرب الجناح اليميني ووسط الجيش الأول الممتد على نطاق كبير مع قواته الصربية والفرنسية والروسية والايطالية، واكتفى بشن هجمات توضيحية فقط ضد وادي فاردار وستروما، وكان من المقرر أن يقودها البريطانيون من أجل إسقاط أكبر عدد ممكن من القوات البلغارية والألمانية.